# Ciasna (gemeente)
De gemeente Ciasna is een landgemeente in het Poolse woiwodschap Silezië, in powiat Lubliniecki.
De zetel van de gemeente is in Ciasna.
Op 30 juni 2004 telde de gemeente 7989 inwoners.

## Oppervlakte gegevens
In 2002 bedroeg de totale oppervlakte van gemeente Ciasna 134,17 km², waarvan:
- agrarisch gebied: 51%
- bossen: 40%

De gemeente beslaat 16,32% van de totale oppervlakte van de powiat.

## Demografie
Stand op 30 juni 2004:
| Omschrijving                   | Totaal | Totaal | Vrouwen | Vrouwen | Mannen | Mannen |
| ------------------------------ | ------ | ------ | ------- | ------- | ------ | ------ |
| eenheid                        | aantal | %      | aantal  | %       | aantal | %      |
| inwoners                       | 7989   | 100    | 4055    | 50,8    | 3934   | 49,2   |
| bevolkingsdichtheid (inw./km²) | 59,5   | 59,5   | 30,2    | 30,2    | 29,3   | 29,3   |

In 2002 bedroeg het gemiddelde inkomen per inwoner 1393,94 zł.

## Aangrenzende gemeenten
Dobrodzień, Herby, Kochanowice, Olesno, Pawonków, Przystajń